# گلیادن-۴
گلیادن-۴ (به لاتین: Glyaden-4) یک منطقهٔ مسکونی در روسیه است که در سرزمین آلتای واقع شده‌است.